# Фортуна (футбольный клуб, Кёльн)
«Форту́на» — немецкий футбольный клуб из города Кёльн, в настоящий момент выступает в Региональной лиге «Запад», четвёртом по силе дивизионе Германии. Клуб основан 21 февраля 1948 года, домашние матчи команда проводит на арене «Зюдштадион», вмещающей 11 748 зрителей. За свою историю «Фортуна» провела один сезон (1973/74) в Бундеслиге, и заняла 17-е место.

## Достижения
- Финалист Кубка Германии (1): 1983.